# جوزيف إم. هورن
جوزيف إم. هورن (بالإنجليزية: Joseph M. Horn)‏ هو عالم وراثة وعالم نفس أمريكي، ولد في 9 أغسطس 1940.